# A. Bartlett Giamatti
Angelo Bartlett „Bart“ Giamatti (dʒiəˈmɑːti; * 4. April 1938 in Boston, Massachusetts; † 1. September 1989 in Oak Bluffs, Massachusetts) war Präsident der Yale University und später der siebte Commissioner der Major League Baseball. Giamatti war an der Vereinbarung beteiligt, die den 1989er Pete-Rose-Wettskandal beendete.

## Herkunft
„Bart“ Giamatti war der Sohn von Maria Claybaugh Walton und John Valentine Giamatti. Sein Vater war Professor für italienische Sprache und Literatur am Mount Holyoke College. Giamattis väterliche Großeltern waren italienische Einwanderer, und sein Großvater, Angelo Giammattei, emigrierte um 1900 aus Telese, einem Ort in der Nähe von Neapel, in die Vereinigten Staaten. Giamattis Großeltern mütterlicherseits, aus Wakefield stammend, waren Helen Buffum Davidson und Bartlett Walton, der an der Phillips Academy Andover und dem Harvard College studierte.

## Leben
Giamatti wuchs in South Hadley, Massachusetts auf. Er besuchte die South Hadley High School sowie die Overseas School of Rome und studierte an der Phillips Academy im Jahr 1956.
An der Yale University war er Mitglied der Delta Kappa Epsilon-(Phi Kapitel)-Bruderschaft. Er absolvierte das Studium magna cum laude im Jahr 1960. Im selben Jahr heiratete er Toni Marilyn Smith, die mehr als 20 Jahre, bis zu ihrem Tod 2004, Englisch an der Hopkins School in New Haven, Connecticut lehrte. Gemeinsam hatte das Paar drei Kinder: die Hollywood-Schauspieler Paul und Marcus so wie die Schmuckdesignerin Elena.
Im Film Sideways ist ein Foto der Filmfigur Miles Raymond (gespielt von Sohn Paul Giamatti) mit seinem verstorbenen Vater zu sehen. Dabei handelt es sich um eine Originalaufnahme von Paul Giamatti.
Giamattis Freund und Nachfolger als Baseball-Commissioner, Fay Vincent, schrieb in  The Last Commissioner, Giamatti sei Agnostiker gewesen.

## Akademisches Leben
Giamatti promovierte im Jahre 1964, in dem er auch als Mitherausgeber, gemeinsam mit dem damaligen Doktorand der Philosophie T. K. Seung, einen Essay-Band von Thomas Goddard Bergin veröffentlichte. Er wurde Professor für Vergleichende Literaturwissenschaft sowie Autor und Master des Ezra Stiles College an der Yale University. Giamatti lehrte kurz an der Princeton University, aber die meiste Zeit seines akademischen Lebens an der Yale. Seine wissenschaftliche Arbeit konzentrierte sich auf die Literatur der englischen Renaissance, insbesondere den englischen Poeten Edmund Spenser, und die Beziehungen zwischen Dichtern englischer und italienischer Renaissance. Bedeutsam sind auch seine Schriften über den seelsorgerischen Einfluss in der Literatur und den Einfluss von Ludovico Ariosto in der englischen Literatur.
Als Lehrer wurde er dafür bekannt, die Ansicht abzulehnen, die Renaissance habe einen abrupten kulturellen Wandel repräsentiert. Viel mehr betonte er die Kontinuität zwischen dem Mittelalter und der Renaissance. Er betrachtete die protestantische Reformation als eine „protestantische Deformation.“
Als 1972 seine Amtszeit als Master des Ezra Stiles Colleges endete, schenkten ihm seine Studenten einen Elchkopf, der feierlich im Speisesaal ausgehängt wurde.
Giamatti war Präsident der Yale University von 1978 bis 1986, wobei er auf Hanna Holborn Gray folgte, und damals der jüngste Präsident in der Geschichte der Universität. Er hatte den Vorsitz während eines erbitterten Streiks der Büro- und technischen Angestellten 1984–85. In seiner Zeit als Präsident der Universität war er ebenfalls Mitglied des Board of Trustees des Mount Holyoke College. Giamatti wurde 1980 Fellow der American Academy of Arts and Sciences. Seit 1982 war er gewähltes Mitglied der American Philosophical Society.

## Baseball
Giamatti hatte ein lebenslanges Interesse an Baseball (er war ein großer Anhänger der Boston Red Sox). 1986 wurde er zum Präsidenten der National League, und ab 1988 zum Commissioner of Baseball ernannt. Während seiner Zeit als Präsident der National League setzte Giamatti den Schwerpunkt auf die Notwendigkeit, die Baseballstadien zu verbessern. Außerdem kämpfte er für die Rechte von Minderheiten bei der Besetzung Manager- und Trainerposten, so wie allgemeinen Führungsposten der Major League Baseball.
In seiner Zeit als National-League-Präsident sperrte er Pete Rose für 30 Spiele, nachdem dieser den Schiedsrichter Dave Pallone am 30. April 1988 tätlich anging. Pete Rose akzeptierte 1990 einen Kompromiss, der ihn lebenslang für Baseball sperrte, im Gegenzug allerdings die Commissioners of Baseball auf die Veröffentlichung der Untersuchungsergebnisse verzichteten. Später in diesem Jahr sperrte Giamatti ebenfalls den Dodgers-Pitcher Jay Howell.

## Tod
Während des Aufenthaltes in seinem Ferienhaus auf Martha’s Vineyard starb Giamatti an einem massiven Herzinfarkt im Alter von 51 Jahren. Nachfolger als Commissioner der Major League Baseball wurde sein enger Freund Fay Vincent. Giamatti war nach Kenesaw Mountain Landis der zweite Baseball-Commissioner, welcher während der aktiven Amtszeit verstarb.
Am 14. Oktober 1989, vor dem Spiel 1 der 1989er World Series, wurde Giamatti, dem diese World Series gewidmet war, mit einer Gedenkminute geehrt. Sein Sohn Marcus warf den ersten Pitch vor dem Spiel. Vor dem ersten Spiel der MLB-Saison 1990 im Fenway Park warf die Witwe Toni Giamatti den zeremoniellen ersten Pitch. Sie wiederholte diese Ehre wieder vor dem Spiel 7 der World Series 1997. Das Hauptquartier der Eastern Regional Little League in Bristol, Connecticut trägt den Namen Giamattis. A. „Bart“ Giamatti wurde 1992 posthum in die Italian American Sports Hall of Fame aufgenommen.
James Reston, Jr. erklärte in seinem Buch Collision at Home Plate: Das Leben des Pete Rose und Bart Giamatti, dass Giamatti an der Charcot-Fuß-Krankheit und einer erblichen neuromuskulären Erkrankung peripherer Nerven litt.

## Werke
- Master Pieces from the Files of T.G.B., ed. Thomas K. Swing and A. Bartlett Giamatti (1964).
- The Earthly Paradise and the Renaissance Epic (1966)
- Play of Double Senses: Spenser’s Faerie Queene (1975)
- The University and the Public Interest (1981)
- Exile and Change in Renaissance Literature (1984)
- Take Time for Paradise: Americans and their Games (1989)
- A Free and Ordered Space: The Real World of the University (1990)
- A Great and Glorious Game: Baseball Writings of A. Bartlett Giamatti (ed. Kenneth Robson, 1998)